# Latino Latini
Latino Latini (Viterbe, 1513 - Rome, 21 janvier 1593), est un philologue italien.

## Biographie
Latino Latini naquit à Viterbe en 1513. Après avoir ses études dans sa ville natale, il alla les continuer à Sienne, où il demeura onze années. Il apprit d’abord le droit ; mais la faiblesse de sa santé l’obligea d’y renoncer, et il s’appliqua tout entier à la littérature. Il s’attacha particulièrement à la lecture des ouvrages des anciens philosophes et des Pères de l'Église ; mais, dit Niceron, comme il avait négligé l’étude de la langue grecque, il se trouvait souvent embarrassé et obligé de recourir à ses amis pour l’explication des passages difficiles. Il se rendit à Rome en 1552, prit l’habit ecclésiastique, et obtint l’emploi de secrétaire du cardinal del Pozzo, archevêque de Bari, qui l’emmena dans son diocèse et lui donna un bénéfice. Après la mort de son patron, il passa au service du cardinal Rodolfo Pio, doyen du Sacré Collège, qui lui légua sa riche bibliothèque, et ensuite à celui du cardinal Farnèse. Ces deux prélats étant morts à peu de distance l’un de l’autre, personne ne se souciait plus de prendre un secrétaire qui semblait porter malheur à ceux qui l’employaient. Cependant le cardinal Colonne se l’attacha ; mais il ne voulut pas lui donner un appartement dans son palais, et Latini fut obligé de prendre un logement dans le voisinage. Quelque temps après il fut chargé, par d’autres savants, de la révision du Décret de Gratien. Il y travailla pendant treize ans, et fut récompensé par une pension de cent cinquante ducats. Il était accablé d’infirmités ; et sur la fin de sa vie il devint si faible et si souffrant, qu’il ne pouvait plus se lever. Il n’en continua pas moins de s’occuper de ses recherches ; il dictait pendant le jour à un secrétaire, et la nuit il composait des vers pour charmer ses douleurs. Il mourut à Rome le 21 janvier 1593, et fut inhumé à Ste-Marie in via Lata, où l’on voit son épitaphe qu’il avait composée lui-même. Il légua, par son testament, sa nombreuse bibliothèque au chapitre de Viterbe ; presque tous les livres qui la composaient étaient annotés de sa propre main. Latini était un homme fort instruit, d’un jugement solide, et si modeste qu’il ne consentit qu’à regret à laisser paraître quelques opuscules, qui ne devaient cependant pas porter son nom. Juste Lipse, Colomiès, le cardinal Baronius, etc., lui donnent beaucoup d’éloges.

## Œuvres
On a de lui : 1° Epistolæ, conjecturæ et observationes sacra profanaque eruditione ornatæ, Rome, 1659, 1 vol. in-4° ; Viterbe, 1667, 2 vol. in-4°. On y trouve les Lettres écrites par Latini au nom du cardinal del Pozzo ; celles qu’il adressa à Jacques de Pamele, Paul Manuce, Marc Antoine Muret, Girolamo Mercuriale, etc., avec leurs réponses ; elles roulent presque toutes sur des points d’histoire, d’antiquité, de critique, de discipline ecclésiastique, etc.; — des Remarques sur l’Histoire ecclésiastique de Socrate, sur quelques passages du Songe de Scipion, ses Corrections sur Tertullien, publiées par Pamelius à la suite des œuvres de ce Père, 1584. Ce recueil a été mis au jour par les soins de Domenico Magri, chanoine de Viterbe, qui a fait précéder le second volume d’une Vie de Latini, assez détaillée. 2° Bibliotheca sacra et profana sive observationes, conjecture et variæ lectiones in sacros et profanos scriptores, Rome, 1677, in-folio. C’est un choix des notes de Latini, écrites de sa main à la marge de ses livres ; et l’on en doit la publication au chanoine Magri, qui a réimprimé en tête la Vie de l’auteur. 3° Observationes in Carolum Sigonium de antiquo jure civium Romanorum, et in Nicol. Gruchium de Comitiis, insérées dans la préface du 1er volume des Antiquitates de Grævius. — In Carol. Sigonium de antiquo jure Italiæ ; insérées dans la préface du 11e volume.